# Alger (provins)
Alger (arabiska: ولاية الجزائر) är en provins (wilaya) i norra Algeriet. Provinsen har 2 988 145 invånare (2008). Alger är huvudort.

## Administrativ indelning
Provinsen är indelad i 13 distrikt (daïras) och 57 kommuner (baladiyahs).